# Riera de Maspujols

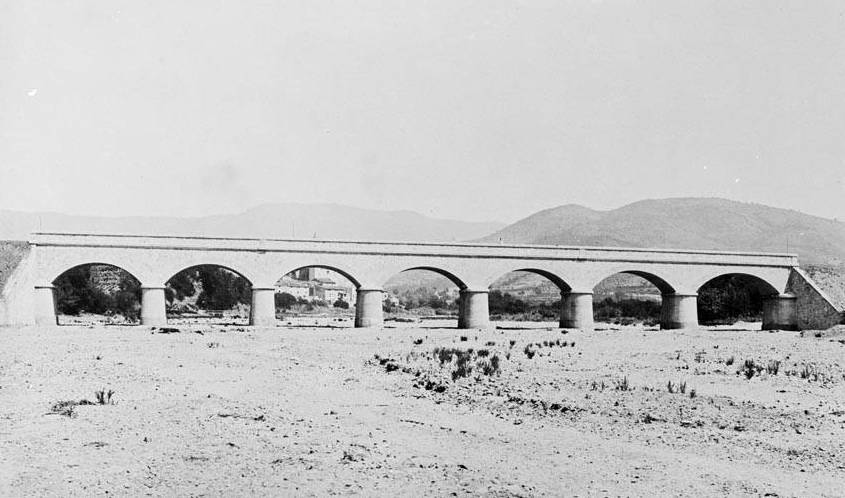
El pont sobre la riera (entre 1900 i 1914)

La riera de Maspujols o riera de la Mussara en el seu inici, o riera de Riudoms en la seva part final, és un curs d'aigua intermitent de la comarca del Baix Camp.
Neix a la serra de la Mussara i desemboca al mar Mediterrani, a Cambrils. En el seu curs passa per les poblacions de Vilaplana, l'Aleixar, Maspujols, Riudoms i Cambrils, on desemboca al mar.
A la desembocadura forma una petita llacuna d'aigües salabroses.
A Maspujols rep les aigües de la riera de Salvià, on s'hi troba un salt d'aigua conegut com el Salt.